# Kenny Dougall
Kenneth William Dougall (* 7. Mai 1993 in Brisbane) ist ein australisch-thailändischer Fußballspieler.

## Karriere

### Klub
Er startete seine Spielerkarriere in der U-21 vom Brisbane City FC, wo er im März 2013 in den Kader der ersten Mannschaft vorstieß. Hier verblieb er dann bis zum Saisonende. Danach setzte er seine Karriere weiter in den Niederlanden fort und schloss sich dort Telstar an. Zur Folgesaison folgte ein weiterer Wechsel zu Sparta Rotterdam, wo er 2016 Zweitligameister wurde. Nach dem Abstieg mit der Mannschaft nach der Spielzeit 2017/18 verließ er diesen Klub dann wieder und wechselte diesmal nach England in die League One zum FC Barnsley, mit diesen stieg er dann auch direkt in die Championship auf. Im Oktober 2020 wechselte er schließlich zum FC Blackpool wieder runter in die League One, stieg mit diesem aber mittlerweile auch wieder in die Championship auf. Nach zwei Spielzeiten stieg man wieder in die League One ab. Für FC Blackpool bestritt er insgesamt 132 Ligaspiele. Im Januar 2024 zog es ihn nach Thailand. Hier unterschrieb er einen Vertrag beim Erstligisten Buriram United. Am Ende der Saison 2023/24 und 2024/25 feierte er mit dem Verein aus Buriram die thailändische Meisterschaft. Im Mai 2025 gewann er mit Buriram die ASEAN Club Championship. Hier konnte man sich gegen den vietnamesischen Vertreter Công An Hà Nội FC in zwei Endspielen durchsetzen. Am 24. Mai 2025 stand er mit Buriram im Finale des FA Cups, das man mit 3:2 gegen den Erstligisten Muangthong United gewann. Eine Woche später stand er mit dem Verein im Finale des Thai League Cup. Hier schlug man im BG Stadium den Erstligisten Lamphun Warriors FC mit 2:0.

### Nationalmannschaft
Sein Debüt in der australischen Nationalmannschaft hatte er am 3. Juni 2021 bei einem 3:0-Sieg über Kuwait während der Qualifikation für die Weltmeisterschaft 2022.

## Erfolge
Buriram United
- Thailändischer Meister: 2023/24, 2024/25
- ASEAN Club Championship-Sieger: 2024/25
- Thailändischer Pokalsieger: 2024/25
- Thailändischer Ligapokalsieger: 2024/25